# Brunn (Mecklenburg)
Brunn ist eine Gemeinde im Landkreis Mecklenburgische Seenplatte in Mecklenburg-Vorpommern (Deutschland). Sie wird vom Amt Neverin mit Sitz in Gemeinde Neverin verwaltet.

## Geografie
Die Gemeinde Brunn liegt zwischen den Städten Neubrandenburg, Altentreptow und Friedland am sanften Nordwesthang des Werder, einer Grundmoräne, die zu einem Tal hin abfällt. Es wird vom Kleinen Landgraben entwässert. Die von der Landwirtschaft geprägte Gemeinde ist etwa zwölf Kilometer von der Kreisstadt Neubrandenburg entfernt.
Umgeben wird Brunn von den Nachbargemeinden Grischow, Werder und Siedenbollentin (Berührungspunkt) im Norden, Beseritz im Nordosten,  Datzetal im Osten, Staven im Süden, Neverin im Südwesten, Neddemin im Westen sowie Altentreptow (Berührungspunkt) im Nordwesten.

## Gemeindegliederung
Zur Gemeinde Brunn gehören die Ortsteile Brunn, Dahlen, Ganzkow und Roggenhagen.

## Geschichte
Brunn wurde 1355 als Brunne erstmals urkundlich erwähnt.
Dahlen wurde 1315 erstmals als Dalym urkundlich erwähnt. Der Benennung liegt eine slawische Kurzform von Männernamen wie Dalimir zugrunde. Die frühgotische Feldsteinkirche stammt aus dem 13. Jahrhundert.
Roggenhagen wurde 1322 erstmals urkundlich erwähnt. Es war ein Gutsdorf im Besitz der Familien von Gloeden (bis 1795) und von  Dewitz (bis 1945). Das barocke Gutshaus Schloss Roggenhagen stammte von 1728; es wurde 1945 zerstört. Die gotische Feldsteinkirche stammt aus dem 13. Jahrhundert; 1846 restauriert nach Plänen von Friedrich Wilhelm Buttel.

## Dienstsiegel
Die Gemeinde verfügt über kein amtlich genehmigtes Hoheitszeichen, weder Wappen noch Flagge. Als Dienstsiegel wird das kleine Landessiegel mit dem Wappenbild des Landesteils Mecklenburg geführt. Es zeigt einen hersehenden Stierkopf mit abgerissenem Halsfell und Krone und der Umschrift „GEMEINDE BRUNN * LANDKREIS MECKLENBURGISCHE SEENPLATTE“.

## Sehenswürdigkeiten
- Gutshaus Brunn: Klassizistischer, zweigeschossiger, 13-achsiger Putzbau von kurz nach 1800 mit Mittelrisalit; Gutsbesitz der Familien von Glöden (ab 1609), von Dewitz (ab 1795) und Oertzen (Adelsgeschlecht) (ab 1812), Neubau 1861 durch den Wismarer Privatbaumeister Heinrich Thormann
- Kirche in Brunn: Gotische Feldsteinkirche vom 13. Jahrhundert mit rechteckigem Kirchenschiff, eingezogenem Chor und Turmaufsatz vom 18. Jahrhundert; bemalte hölzerne Einbauten von 1842 von Friedrich Wilhelm Buttel
- Kirche Dahlen: Frühgotische Feldsteinkirche vom 13. Jahrhundert mit rechteckigem Kirchenschiff, Ausbau von 1670; quadr. Feldsteinturmsockel vom 15. Jahrhundert mit  Fachwerkaufsatz von 1850 mit Spitzhelm
- Kirche Ganzkow: Gotische Feldsteinkirche vom 14. Jahrhundert mit rechteckigem, flachgedecktem Kirchenschiff; stattlicher Turmaufsatz in Fachwerk mit achteckigem Oberteil und geschwungener Haube mit einer Spitze
- Kirche Roggenhagen: gotische Feldsteinkirche vom 13. Jahrhundert; 1846 nach Plänen von Friedrich Wilhelm Buttel restauriert; rechteckiges flachgedecktes Kirchenschiff; Westturm in gleicher Breite mit massivem Aufsatz vom wohl 18. Jahrhundert mit Spitzhelm

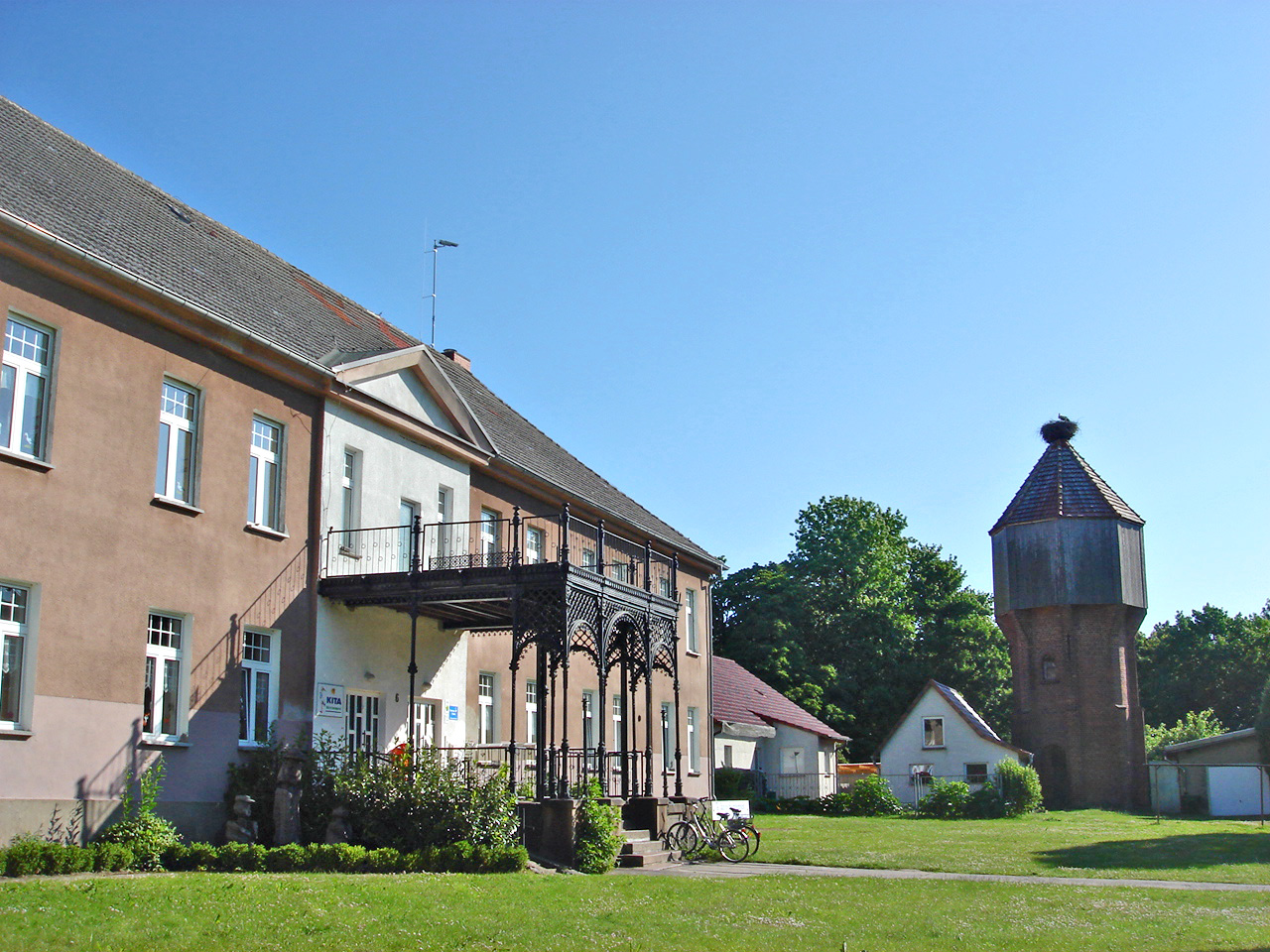
Gut-/Herrenhaus von Brunn; rechts der alte Wasserturm
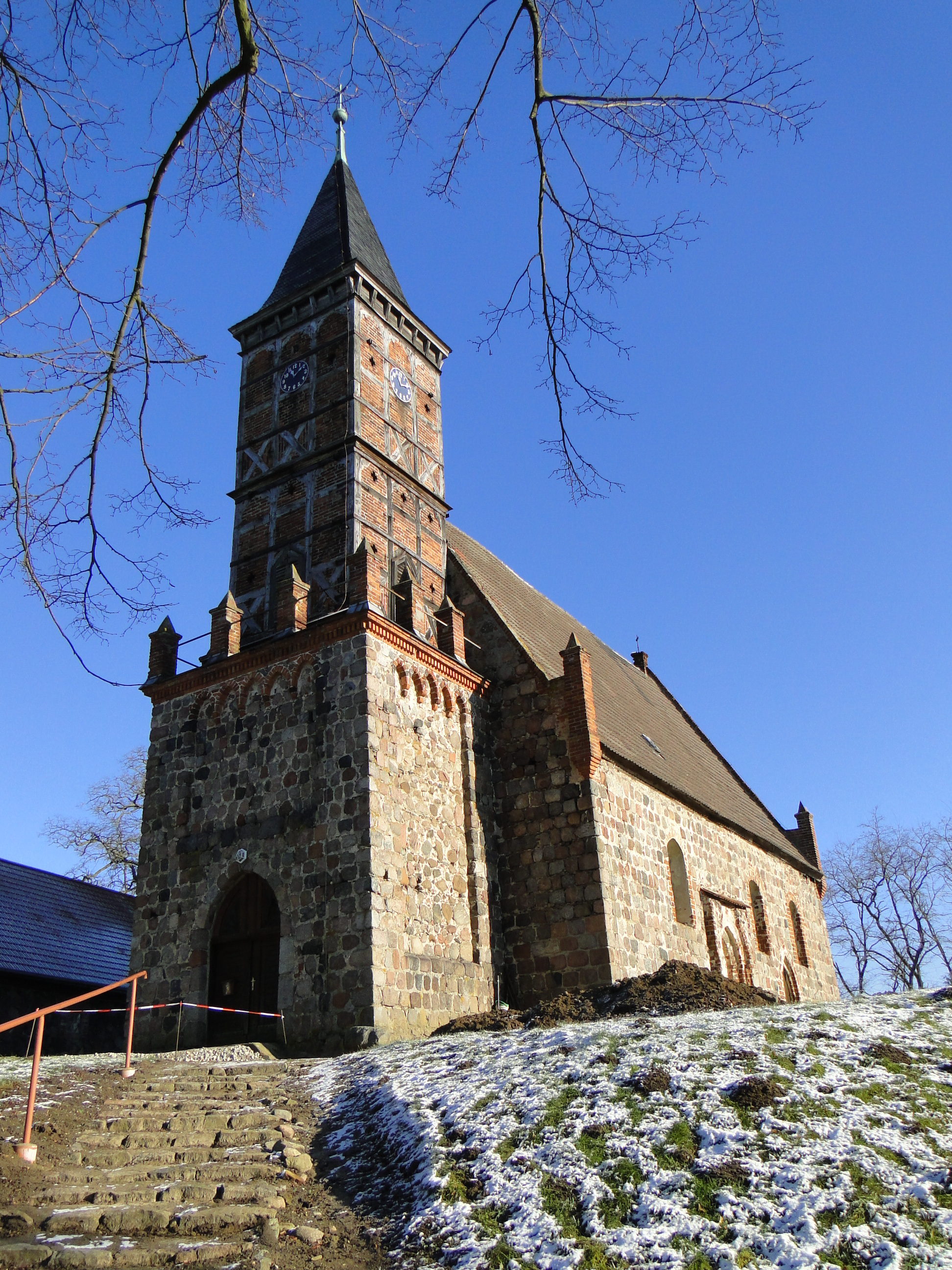
Dorfkirche in Dahlen
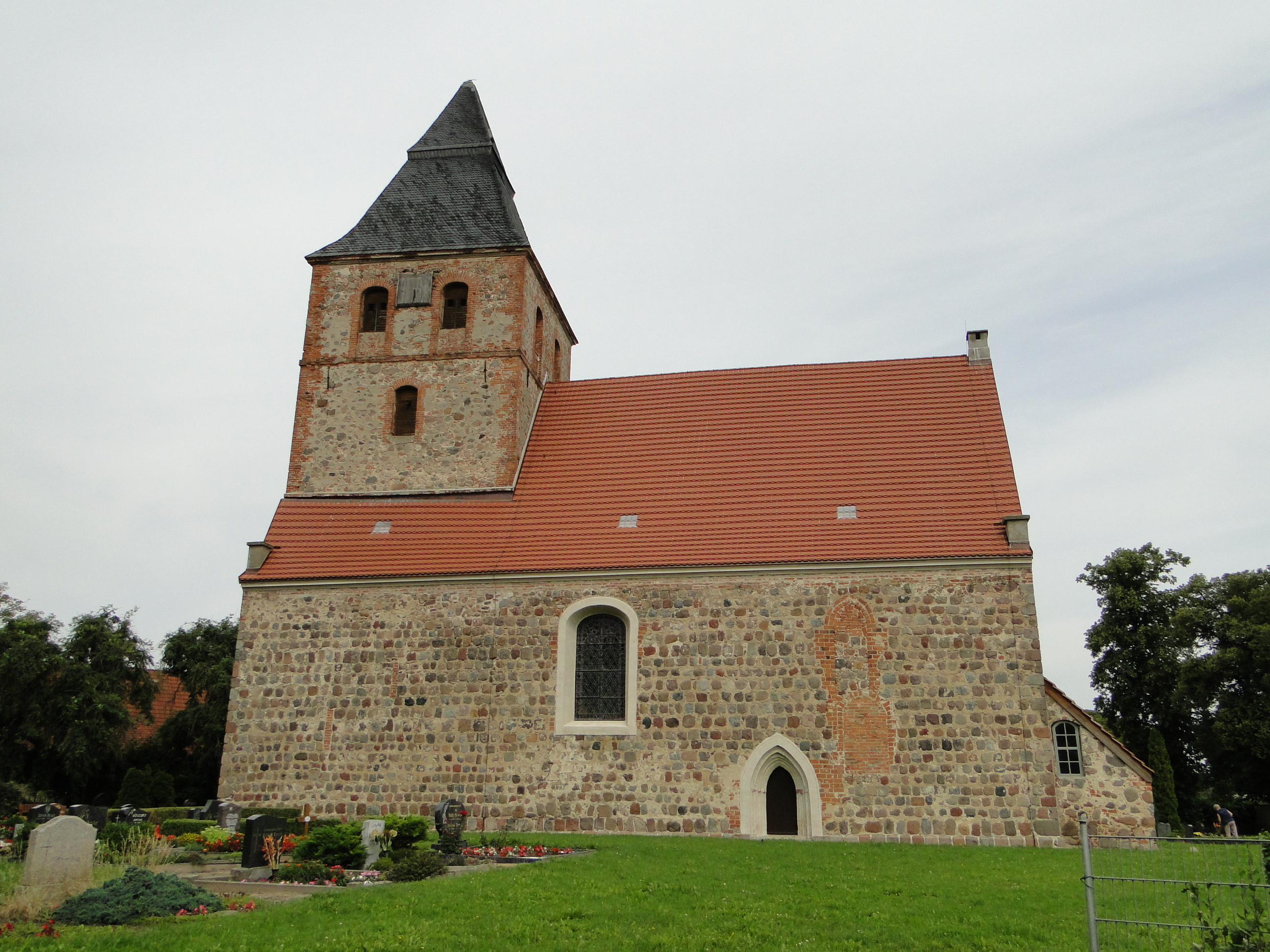
Dorfkirche in Roggenhagen

## Sportvereine
Der Ort Brunn besitzt einen Sportverein, den SV Brunn. Der SV Brunn hat sowohl eine Volleyballmannschaft, eine Handballmannschaft im weiblichen Juniorenbereich, als auch eine Fußballmannschaft der Herren, die in der Kreisoberliga Mecklenburg-Strelitz/Neubrandenburg spielt, sowie eine Frauenfußballmannschaft, die momentan eine reine Turniermannschaft ist.

## Verkehrsanbindung
Seit 2002 ist Brunn über die Anschlussstelle Neubrandenburg-Nord der Bundesautobahn 20 zu erreichen. Durch den Bau des Autobahnzubringers von Neddemin verbesserte sich auch die Anbindung an die Bundesstraße 96 und damit nach Altentreptow.
Auf der Bahnstrecke Neubrandenburg–Friedland, an der der Haltepunkt Roggenhagen lag, wurde der SPNV am 14. Januar 1994 eingestellt.
Der nächste Bahnhof befindet sich in Altentreptow an der Bahnstrecke Neubrandenburg–Stralsund. Der Bahnhof der Nachbargemeinde Neddemin ist nicht mehr in Betrieb.
Etwa 1,5 km östlich von Brunn im Ortsteil Roggenhagen liegt das Ultraleichtfluggelände Roggenhagen.

## Persönlichkeiten

### Brunn
- Heinrich von Oertzen (* 1820 in Brunn (Mecklenburg); † 1897 ebenda), Landwirt und Reichstagsabgeordneter
- Daniel Runge (* 1804 in Brunn (Mecklenburg); † 1864), Theologe, Mitglied der mecklenburgischen Abgeordnetenversammlung

### Dahlen
- Johann August Schlettwein (* 1731; † 1802 in Dahlen), Nationalökonom, Gutsbesitzer
- August Schlettwein (* 1801 in Dahlen; † 1877 in Rostock), Rittergutsbesitzer auf Bandelstorf und Mitglied des Vorparlaments